# Afremus madgei
Afremus madgei là một loài bọ cánh cứng trong họ Anthicidae. Loài này được Levey miêu tả khoa học năm 1984.